# Mo landskommun, Västergötland
För andra landskommuner med detta namn, se Mo landskommun.
Mo landskommun var en tidigare kommun i dåvarande Skaraborgs län.

## Administrativ historik
Kommunen inrättades i Mo socken i Vadsbo härad i Västergötland när 1862 års kommunalförordningar trädde i kraft.  
I kommunen inrättades 21 juni 1940 Moholms municipalsamhälle som även till ingick i Hjälstads landskommun.
Vid Kommunreformen 1952 uppgick kommunen med municipalsamhället i Moholms landskommun som 1971 uppgick i Töreboda kommun.